# Leșkiv, Sokal
Leșkiv (în ucraineană Лешків) este un sat în comuna Vareaj din raionul Sokal, regiunea Liov, Ucraina.

## Demografie
Componența lingvistică a localității Leșkiv
     Ucraineană (97,38%)
     Rusă (2,33%)
Conform recensământului din 2001, majoritatea populației localității Leșkiv era vorbitoare de ucraineană (97,38%), existând în minoritate și vorbitori de rusă (2,33%).